# Alexandre Etienne DeClouet
Alexandre Etienne DeClouet (* 9. Juni 1812 im St. Martin Parish, Louisiana; † 26. Juni 1890 im Lafayette Parish, Louisiana) war ein Zuckerplantagenbesitzer und konföderierter Politiker.

## Werdegang
Alexandre und seine Schwester Lezima wuchsen nach dem Tod ihrer beiden Eltern, Etienne Chevalier DeClouet und Aspasie Fusilier, 1813 bei ihren Tanten sowie ihrer Großmutter auf. In dieser Zeit besuchte er das Georgetown College in Washington und das St. Joseph's College in Bardstown, Kentucky. Anschließend reiste er durch Frankreich und Italien. Nach seiner Rückkehr in die Vereinigten Staaten ließ er sich in St. Martinville in Louisiana nieder, wo er beim Richter Edward Simon anfing Jura zu studieren, jedoch schon nach kurzer Zeit aufgab, um die Plantage zu bewirtschaften.
Er bekleidete 1837 einen Sitz im Senat von Louisiana. 1849 kandidierte er erfolglos für das Amt des Gouverneurs von Louisiana. Danach war er 1861 Delegierter zum Sezessionskonvent von Louisiana sowie Deputierter im Provisorischen Konföderiertenkongress, dem er vom 4. Februar 1861 bis zum 17. Februar 1862 angehörte.
Alexandre war mit seiner Cousine ersten Grades, Louise St. Claire, verheiratet. Das Paar hatte 13 gemeinsame Kinder. Er verstarb 1890 im Lafayette Parish und wurde auf dem St. Martin de Tours Cemetery in St. Martinville beigesetzt.